# Wuhan
Wuhan (en chino, 武汉; pinyin, Wǔhàn (escuchar)ⓘ) es la capital de la provincia de Hubei y la ciudad más poblada en la zona central de la República Popular China. Está localizada en la confluencia de los ríos Yangtsé y Han. Tiene una población aproximada de 11 millones de habitantes en un área de 8467 km², si se incluye el área metropolitana.
La historia de Wuhan se remonta a 111 años. Fue donde ocurrió el levantamiento de Wuchang el 10 de octubre de 1911, lo que llevó a la caída de la dinastía Qing y al establecimiento de la República de China. Wuhan fue brevemente la capital de China en 1927 bajo el ala izquierdista del gobierno del Kuomintang (KMT) dirigido por Wang Jingwei. La ciudad más tarde sirvió como la capital de guerra de China en 1937 durante diez meses durante la segunda guerra sino-japonesa. Durante la Revolución Cultural China tuvo lugar un conflicto armado entre dos grupos hostiles que luchaban por el control de la ciudad y se conoció como el incidente de Wuhan. En 2019 se reportó en la urbe el primer caso conocido de COVID-19.
En la actualidad, Wuhan es considerado como el centro político, económico, financiero, comercial, cultural y educativo de China central. Es un importante centro de transporte, con docenas de ferrocarriles, carreteras y autopistas que pasan por la ciudad y se conectan con otras ciudades importantes. Debido a su papel clave en el transporte doméstico, a Wuhan a veces se lo conoce como «el Chicago de China» por fuentes extranjeras. El «Canal de Oro» del río Yangtsé y su afluente más grande, el río Han, atraviesa el área urbana y divide a Wuhan en los tres distritos de Wuchang, Hankou y Hanyang. El puente de Wuhan sobre el río Yangtsé cruza el mismo Yangtsé en la ciudad. La presa de las Tres Gargantas, la central eléctrica más grande del mundo en términos de capacidad instalada, se encuentra cerca.
Wuhan cuenta con tres zonas de desarrollo nacional, cuatro parques de desarrollo científico y tecnológico, más de 350 institutos de investigación, 1656 empresas de alta tecnología, numerosas incubadoras de empresas e inversiones de 230 empresas Fortune Global 500. Por su parte, alberga múltiples institutos notables de educación superior, incluida la Universidad de Wuhan, que ocupó el tercer lugar a nivel nacional en 2017 y la Universidad de Ciencia y Tecnología de Huazhong.

## Toponimia
El topónimo Wuhan [/u-jan/] proviene de tres ciudades a orillas del río Yangtsé que conforman la megalópolis de Wuhan. En la orilla sur se encuentra Wuchang (武昌) donde se toma el sinograma Wu (武). En la orilla norte, el río Han desemboca en el Yangtsé, dando nombre a las ciudades Hanyang (汉阳) y Hankou (汉口), donde el topónimo Han (汉) del río, se vuelve patrón para los nombres de las ciudades. 
De hecho, Hangkou significa "desembocadura del [río] Han". En la cultura china el Yang se refiere al norte de un río, por lo que Hanyang significa "al norte del [río] Han.
En 1926, la Expedición del Norte llegó a esta región y se decidió fusionar Hankou, Wuchang y Hanyang en una sola ciudad para crear una nueva capital para la China nacionalista. El 1 de enero de 1927, la ciudad resultante fue proclamada como Wuhan.

## Historia
Anteriormente a la fusión de las tres ciudades, Wuchang era la capital de la provincia de Hubei. Allí tuvo lugar el 10 de octubre de 1911 el levantamiento de Wuchang, insurrección militar contra la dinastía Qing que desencadenó el final de la China imperial y la proclamación de la República.
El primer puente de la ciudad se construyó en el año 1957 sobre el río Yangtsé. Se trataba de un puente que servía para el paso del ferrocarril. Antes de su construcción, se tardaba más de un día en atravesar el río. Tenía 1680 metros de longitud.
La Torre de la Grulla Amarilla, construida en el año 223, es uno de los símbolos de la ciudad. Sufrió un incendio en el año 1884 y una reconstrucción completa en 1981. Aunque se utilizaron materiales modernos en la reconstrucción se intentó conservar el estilo original de la obra.
La ciudad ha sufrido numerosas inundaciones a lo largo de los años. Gracias a la construcción de la presa de las Tres Gargantas han logrado solucionar este problema.

### Batalla de Wuhan
La batalla de Wuhan fue una batalla de la segunda guerra sino-japonesa. Más de un millón de soldados del Ejército Nacional Revolucionario de China, comandados por Chiang Kai-shek, defendieron Wuhan del Ejército Imperial Japonés comandado por Yasuji Okamura. Los enfrentamientos tuvieron lugar en las orillas norte y sur del río Yangtsé, abarcando grandes áreas de las provincias de Anhui, Henan, Jiangxi y Hubei. Duró cuatro meses y medio.[cita requerida]

### COVID-19
Wuhan cobró notoriedad mundial por ser la ciudad donde se originó el brote epidémico de SARS-CoV-2, virus que provoca la enfermedad de COVID-19, que dio lugar a la pandemia de COVID-19. La rápida expansión del brote, iniciado en diciembre de 2019 en el Mercado Mayorista de Mariscos del Sur de China de Wuhan, hizo que las autoridades chinas decretaran el confinamiento de la población de la provincia de Hubei el 23 de enero de 2020.
El 8 de abril Wuhan levantó las medidas de confinamiento, y el día 26 de abril, la ciudad, que llegó a tener el mayor número de infectados y fallecidos de China, dio de alta a los últimos pacientes ingresados por el primer brote de coronavirus.

## Geografía
Wuhan está situada en el centro de la provincia de Hubei, 113°41′-115°05′ Este y 29°58′-31°22′ Norte, al este de la llanura Jianghan, y la confluencia del curso medio de los ríos Yangtsé y Han.
El área metropolitana se compone de tres partes, Wuchang, Hankou y Hanyang, comúnmente llamadas las «Tres ciudades de Wuhan» (de ahí el nombre de «Wuhan»). La consolidación de estas tres ciudades se produjo en 1927 y se estableció como Wuhan. Estas tres partes se separan entre sí a través de ríos y están unidas por puentes, entre ellos uno de los primeros puentes modernos en China, conocido como «El primer gran Puente». La ciudad es plana en el centro y montañosa en el sur, con un gran número de lagos y lagunas, los ríos Yangtsé y Han corren través de la ciudad.

## Clima
Wuhan está en la mitad de la provincia donde pasan los ríos Yangtse y Han y lo cruzan tres puentes. El área metropolitana la conforman los distritos de Wuchang, Hankou y Hanyang llamados en conjunto «Las tres ciudades de Wuhan». En la región existen gran variedad de lagos y lagunas.
El clima de la ciudad está condicionado por los monzones. Tiene las cuatro estaciones plenamente diferenciadas. Los inviernos son secos y fríos mientras que los veranos son húmedos y muy calurosos. Es una de las ciudades de China que registran temperaturas más altas en verano.
| Climograma de Wuhan | Climograma de Wuhan | Climograma de Wuhan | Climograma de Wuhan | Climograma de Wuhan | Climograma de Wuhan | Climograma de Wuhan | Climograma de Wuhan | Climograma de Wuhan | Climograma de Wuhan | Climograma de Wuhan | Climograma de Wuhan |
| --- | ------------------- | ------------------- | ------------------- | ------------------- | ------------------- | ------------------- | ------------------- | ------------------- | ------------------- | ------------------- | ------------------- |
| E | F                   | M                   | A                   | M                   | J                   | J                   | A                   | S                   | O                   | N                   | D                   |
| 43 8 0 | 59 10 2             | 95 14 7             | 131 21 13           | 164 26 18           | 225 30 22           | 190 33 25           | 112 33 25           | 80 28 20            | 92 23 14            | 52 17 8             | 26 11 2             |
| temperaturas en °C • totales de precipitación en mm |                     |                     |                     |                     |                     |                     |                     |                     |                     |                     |                     |
| Conversión sistema imperial\| E \| F \| M \| A \| M \| J \| J \| A \| S \| O \| N \| D \| \| 1.7 46 33 \| 2.3 50 36 \| 3.7 58 44 \| 5.2 71 55 \| 6.5 80 65 \| 8.9 85 72 \| 7.5 91 78 \| 4.4 91 77 \| 3.1 82 68 \| 3.6 73 57 \| 2 62 46 \| 1 51 36 \| \| temperaturas en °F • totales de precipitación en pulgadas \| \| \| \| \| \| \| \| \| \| \| \| |                     |                     |                     |                     |                     |                     |                     |                     |                     |                     |                     |
| E | F                   | M                   | A                   | M                   | J                   | J                   | A                   | S                   | O                   | N                   | D                   |
| 1.7 46 33 | 2.3 50 36           | 3.7 58 44           | 5.2 71 55           | 6.5 80 65           | 8.9 85 72           | 7.5 91 78           | 4.4 91 77           | 3.1 82 68           | 3.6 73 57           | 2 62 46             | 1 51 36             |
| temperaturas en °F • totales de precipitación en pulgadas |                     |                     |                     |                     |                     |                     |                     |                     |                     |                     |                     |

| Parámetros climáticos promedio de Wuhan (1981-2010) | Parámetros climáticos promedio de Wuhan (1981-2010) | Parámetros climáticos promedio de Wuhan (1981-2010) | Parámetros climáticos promedio de Wuhan (1981-2010) | Parámetros climáticos promedio de Wuhan (1981-2010) | Parámetros climáticos promedio de Wuhan (1981-2010) | Parámetros climáticos promedio de Wuhan (1981-2010) | Parámetros climáticos promedio de Wuhan (1981-2010) | Parámetros climáticos promedio de Wuhan (1981-2010) | Parámetros climáticos promedio de Wuhan (1981-2010) | Parámetros climáticos promedio de Wuhan (1981-2010) | Parámetros climáticos promedio de Wuhan (1981-2010) | Parámetros climáticos promedio de Wuhan (1981-2010) | Parámetros climáticos promedio de Wuhan (1981-2010) |
| Mes                                                 | Ene.                                                | Feb.                                                | Mar.                                                | Abr.                                                | May.                                                | Jun.                                                | Jul.                                                | Ago.                                                | Sep.                                                | Oct.                                                | Nov.                                                | Dic.                                                | Anual                                               |
| --------------------------------------------------- | --------------------------------------------------- | --------------------------------------------------- | --------------------------------------------------- | --------------------------------------------------- | --------------------------------------------------- | --------------------------------------------------- | --------------------------------------------------- | --------------------------------------------------- | --------------------------------------------------- | --------------------------------------------------- | --------------------------------------------------- | --------------------------------------------------- | --------------------------------------------------- |
| Temp. máx. abs. (°C)                                | 25.4                                                | 29.1                                                | 32.4                                                | 35.1                                                | 36.1                                                | 37.8                                                | 39.3                                                | 39.6                                                | 37.6                                                | 34.4                                                | 30.4                                                | 23.3                                                | 39.6                                                |
| Temp. máx. media (°C)                               | 8.1                                                 | 10.7                                                | 15.2                                                | 22.1                                                | 27.1                                                | 30.2                                                | 32.9                                                | 32.5                                                | 28.5                                                | 23.0                                                | 16.8                                                | 10.8                                                | 21.5                                                |
| Temp. media (°C)                                    | 4.0                                                 | 6.6                                                 | 10.9                                                | 17.4                                                | 22.6                                                | 26.2                                                | 29.1                                                | 28.4                                                | 24.1                                                | 18.2                                                | 11.9                                                | 6.2                                                 | 17.1                                                |
| Temp. mín. media (°C)                               | 1.0                                                 | 3.5                                                 | 7.4                                                 | 13.6                                                | 18.9                                                | 22.9                                                | 26.0                                                | 25.3                                                | 20.7                                                | 14.7                                                | 8.4                                                 | 2.9                                                 | 13.8                                                |
| Temp. mín. abs. (°C)                                | −18.1                                               | -14.8                                               | -5.0                                                | -0.3                                                | 7.2                                                 | 13.0                                                | 17.3                                                | 16.4                                                | 10.1                                                | 1.3                                                 | -7.1                                                | −10.1                                               | -18.1                                               |
| Precipitación total (mm)                            | 49.0                                                | 67.6                                                | 89.5                                                | 136.4                                               | 166.9                                               | 219.9                                               | 224.7                                               | 117.4                                               | 74.3                                                | 81.3                                                | 59.1                                                | 29.7                                                | 1315.8                                              |
| Días de precipitaciones (≥ 0.1 mm)                  | 9.5                                                 | 9.8                                                 | 13.1                                                | 12.5                                                | 12.2                                                | 11.8                                                | 11.6                                                | 9.6                                                 | 7.5                                                 | 9.0                                                 | 8.0                                                 | 6.9                                                 | 121.5                                               |
| Horas de sol                                        | 101.9                                               | 97.0                                                | 121.8                                               | 152.8                                               | 181.0                                               | 170.9                                               | 220.2                                               | 226.4                                               | 175.8                                               | 151.9                                               | 139.3                                               | 126.5                                               | 1865.5                                              |
| Humedad relativa (%)                                | 76                                                  | 75                                                  | 76                                                  | 75                                                  | 74                                                  | 77                                                  | 77                                                  | 77                                                  | 75                                                  | 76                                                  | 75                                                  | 73                                                  | 75.5                                                |
| Fuente: China Meteorological Administration         |                                                     |                                                     |                                                     |                                                     |                                                     |                                                     |                                                     |                                                     |                                                     |                                                     |                                                     |                                                     |                                                     |

## División administrativa

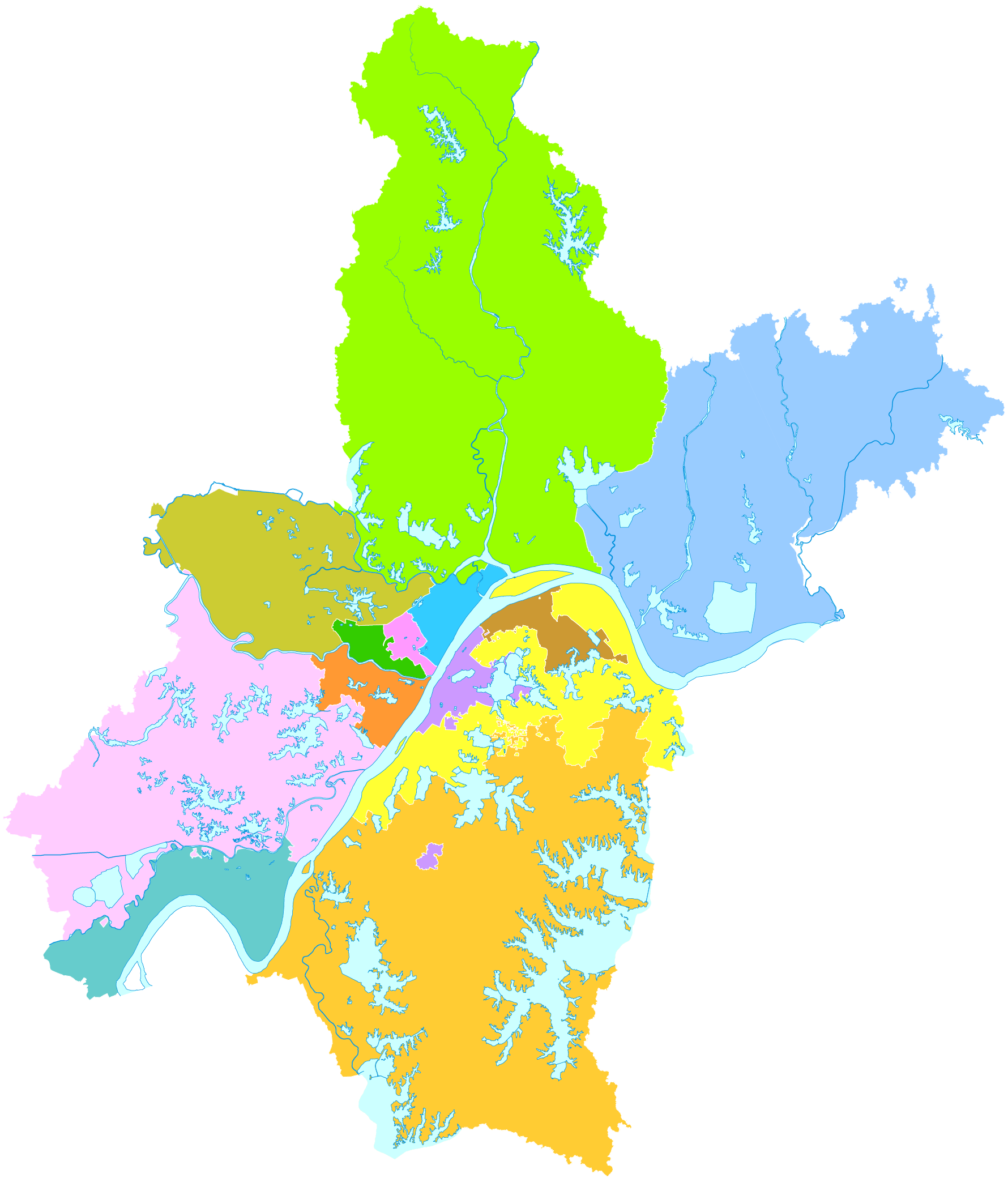

La ciudad-subprovincia de Wuhan se divide en 13 distritos:
Distritos centrales
- Distrito Jiang'an (江岸区)
- Distrito Jianghan (江汉区)
- Distrito Qiaokou (硚口区)
- Distrito Hanyang (汉阳区)
- Distrito Wuchang (武昌区)
- Distrito Qingshan (青山区)
- Distrito Hongshan (洪山区)

Distritos suburbanos y rurales
- Distrito Dongxihu (东西湖区)
- Distrito Hannan (汉南区)
- Distrito Caidian (蔡甸区)
- Distrito Jiangxia (江夏区)
- Distrito Huangpi (黄陂区)
- Distrito Xingzhou (新洲区)

## Economía
Wuhan es una ciudad-subprovincia, lo que significa que es una región grande y poderosa. Su PIB fue de 450 000 millones de yuanes y el PIB per cápita fue de aproximadamente 64 000 yuanes a partir de 2009. En 2008, el ingreso disponible promedio anual de la ciudad era de 16 360 yuanes. Wuhan actualmente ha atraído cerca de 50 empresas francesas, lo que representa más de un tercio de las inversiones francesas en China, y el mayor nivel de inversión francesa en una ciudad china.
Wuhan es un centro importante para la economía, el comercio, las finanzas, el transporte, la tecnología y la educación. Sus principales industrias incluyen óptica, electrónica, fabricación de automóviles, fabricación de acero, sector farmacéutico, ingeniería biológica, entre otras.
Wuhan se encuentra entre las mejores metrópolis de China. Hay 35 instituciones de educación superior, incluyendo la Universidad de Wuhan, la Universidad Huazhong de Ciencia y Tecnología, 3 zonas de desarrollo a nivel estatal. Wuhan ocupa el tercer lugar a nivel nacional en ciencia y tecnología.

### Zonas de desarrollo

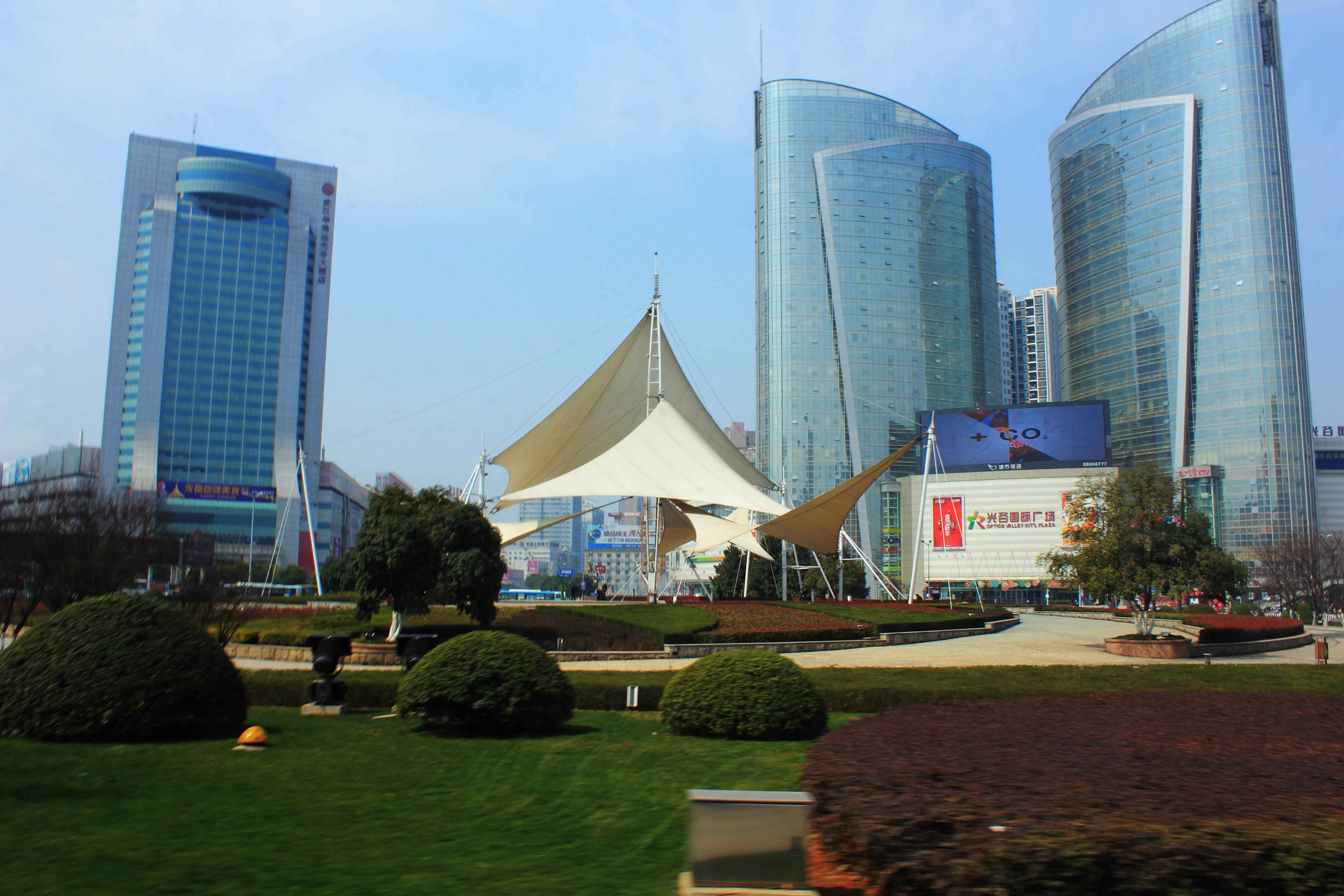
Nueva zona de desarrollo tecnológico en Donhu.

Las zonas de desarrollo son áreas especiales para la inversión.
- Zona de desarrollo tecnológico Nueva Donhu (东湖新技术产业开发区). Fue establecida en 1988 y aprobada en 1991. Se especializa en óptica electrónica, telecomunicaciones y fabricación de equipos.
- Zona de desarrollo económico Wuhan, fue incorporada en 1993. Tiene una extensión de 10 a 20 km², se especializa en biotecnología, farmacéutica, química, procesamiento de alimentos y bebidas, industria pesada y equipos de telecomunicaciones.
- Zona Franca de Exportación. Fue establecida en 2000.
- Zona de desarrollo de software, con 0,6 km².
- Biolake (光谷生物城) o Base Nacional de Bioempresas, es una base industrial establecida en 2008 en el Valle de Óptica China. Cubre 15 kilómetros cuadrados, y cuenta con seis parques incluyendo Bio-innovación, Bio-Pharma, Bio-agricultura, Bio-fabricación, Dispositivos Médicos y Salud Médica.[24][25][26][27][28]

## Transporte
La ciudad se conecta entre sí y con sus vecinas por medio de todos los medios de transporte:

### Aéreo
A 26 kilómetros al norte del centro de la ciudad se encuentra el Aeropuerto Internacional de Wuhan Tiahne (武汉天河国际机场). Inaugurado el 15 de abril de 1995, es el aeropuerto más grande y el más ocupado en toda la región moviendo 11.69 millones de pasajeros. Está situado en el puesto número 14 de los más ocupados en toda China. Hace poco terminó la segunda fase de la terminal aumentando su área, su capacidad de pasajeros y de carga. El nombre de Tianhe (天河) se traduce literalmente como Río Celestial, una antigua forma de llamar a la Vía Láctea.

### Fluvial
El río Yangtsé es un empuje en la economía de la ciudad; debido a que es navegable se transporta tanto gente como mercancía. Pero este inmenso río no es obstáculo al dividir la ciudad. Se han construido varios puentes, como el primer puente del río Yangtsé (武汉长江大桥), completado en 1957, de 1,6 kilómetros. Otro es el segundo puente del río Yangtsé (武汉长江二桥), de 4,6 km, completado en 1995. El tercer puente del río Yangtsé (武汉白沙洲长江大桥), de 3,5 km, fue completado en 2000.

### Ferrocarril
China Railway Wuhan Group gestiona el Centro Ferroviario de Wuhan, considerado uno de los cuatro centros ferroviarios clave de China. La ciudad de Wuhan cuenta con tres importantes estaciones de ferrocarril: la estación de ferrocarril de Hankou en Hankou, la estación de ferrocarril de Wuchang en Wuchang y la estación de ferrocarril de Wuhan, ubicada en un área recientemente desarrollada al este del lago este (distrito de Hongshan). Como las estaciones están a muchas millas de distancia, es importante que los pasajeros estén al tanto de las estaciones particulares que utiliza un tren en particular.

## Deportes
Wuhan tenía un equipo de fútbol profesional, el Wuhan Three Towns. Los Three Towns ganado su primero título en la Superliga de China en 2022. 
La otra equipo significando en fútbol fue el Wuhan Zall Football Club, que jugaba en la Primera Liga China. El estadio donde juega este equipo es el Xinhua Road Sport Center, situado junto al parque Zhongshan. En 2013 fue ascendido a la Superliga de China y se le proveyó un nuevo estadio, el moderno Wuhan Sports Center Stadium con más de 54 000 asientos. Pero el equipo no jugó bien esa temporada y bajó de nuevo a la Primera Liga. El club fue disuelto el 23 de enero del 2023.
Wuhan fue una de las sedes donde se jugó la Copa Mundial de Baloncesto de 2019, que tuvo lugar del 31 de agosto al 15 de septiembre de 2019, concretamente en el Gimnasio Wuhan, con capacidad para 13 000 espectadores.
Es el lugar de nacimiento de la tenista Na Li, campeona del Roland Garros en 2011. Asimismo, la ciudad es la sede del torneo de tenis femenino Premier de Wuhan, que, desde 2014, es uno de los cinco Torneos WTA Premier.

## Puntos de interés
- El museo provincial de Hubei: destaca la exposición de una serie de artefactos encontrados en distintas tumbas. Tiene también una notable colección de instrumentos musicales antiguos encontrados también en excavaciones funerarias.
- La Torre de la Grulla Amarilla: con una estructura moderna y una base histórica. La torre fue construida en el periodo de los Tres Reinos y se convirtió en lugar de reunión de poetas y escritores. Se reconstruyó en 1981 y se ha convertido en símbolo de la ciudad.
- El Lago del Este: El mayor lago dentro de una ciudad de China. Sus orillas son lugar de paseo de los habitantes de la ciudad.
- Desde la ciudad zarpan numerosos cruceros que permiten la visita a la presa de las Tres Gargantas.

## Ciudades hermanadas
Wuhan está hermanada con:
- Ōita (Japón); desde el 7 de septiembre de 1979.
- Pittsburgh (Estados Unidos); desde el 8 de septiembre de 1982.
- Duisburgo (Alemania); desde el 8 de octubre de 1982.
- Mánchester (Reino Unido); desde el 16 de septiembre de 1986.
- Galaţi (Rumanía), desde el 12 de agosto de 1987.
- Kiev (Ucrania); desde el 19 de octubre de 1990.
- Jartum (Sudán); desde el 27 de septiembre de 1995.
- Győr (Hungría); desde el 19 de octubre de 1995.
- Burdeos (Francia); desde el 18 de junio de 1998.
- Arnhem (Países Bajos); desde junio de 1999.
- Cheongju (Corea del Sur); desde el 29 de octubre de 2000.
- Porsgrunn (Noruega); desde junio de 2004.
- Sankt Pölten (Austria); desde 20 de diciembre de 2005.
- Christchurch (Nueva Zelanda); desde el 4 de abril de 2006.
- Markham (Canadá); desde el 12 de septiembre de 2006.
- Adelaida (Australia); desde julio de 2007.
- Ashdod (Israel); desde octubre de 2009.
- Aguascalientes (México); desde junio de 2012.[31]
- Tijuana (México); desde noviembre de 2012[32]
- Bustamante (México); desde 2012.[33]
- Nuevo Laredo (México); desde 2012.
- Concepción (Chile); desde 2014.[34][35]
- São Luís (Brasil); desde 2015.
- Houston (Estados Unidos); desde el 10 de septiembre de 2016.